# Aeroporto Internacional de Goiânia
O Aeroporto Internacional de Goiânia - Santa Genoveva (IATA: GYN, ICAO: SBGO) é um aeroporto brasileiro, situado no município de Goiânia, em Goiás. É o principal aeroporto do estado de Goiás. Situa-se na região norte de Goiânia, a 8 km de distância do centro.
Foi inaugurado em 5 de setembro de 1955, em substituição ao modesto aeroporto que até então servira Goiânia, localizado no bairro Aeroporto. Desde 7 de janeiro de 1974, é gerido pela Infraero, que recuperou a pista de pouso e ampliou o terminal de passageiros em 1981, 1994 e 2000. Em 09 de maio de 2016, foi inaugurado o novo terminal de passageiros e demais obras de infraestrutura.
Ocupa uma área de 3.967.365,04 m², possuindo uma pista de pousos e decolagens de 2.500 m (2.286 m homologados para uso) de extensão e 45 m de largura - a qual comporta regularmente aeronaves de médio porte como as de classe como ATR 72, Boeing 737-700, Boeing 737-800, Embraer 190, Embraer 195, Airbus A318, Airbus A319, Airbus A320, Airbus A320neo, A321 e esporadicamente aeronaves de médio/grande porte como, Boeing 757, Boeing 767-200, Boeing 767-300, A330-200.
 Seu terminal de passageiros tem capacidade para 6,5 milhões passageiros por ano. Em 2018, passaram pelo terminal cerca de 3.224.837 passageiros, sendo um dos mais movimentados do Centro Oeste.
Em 2010, o Governo de Goiás, a fim de alavancar o turismo e a aviação no estado, reduziu em 80% a alíquota do ICMS sobre a querosene e seus derivados (passando de 15% para 3%). Após a redução do imposto, houve o interesse das companhias aéreas em transformar o Aeroporto Santa Genoveva em hub para seus voos. No entanto, a Infraero não liberou devido a condição do terminal de passageiros à época.
Em 2020, depois de um processo de quase 1 ano entre a Receita federal, Anac e Infraero, o aeroporto de Goiânia ganhou, no dia 17 de agosto de 2020, a certificação para a operação regular e não regular de voos internacionais de passageiros e cargas, regido pela Portaria nº 2.076, de 17 de agosto de 2020. As operações internacionais estão autorizadas para os serviços aéreos públicos regulares e não regulares, incluído táxi aéreo e aviação geral.

## As obras para ampliação
A sobrecarga de passageiros na década de 2000 levou a Infraero a iniciar a construção de um novo terminal de embarque e desembarque. O projeto original foi elaborado em 2005, com recursos orçados em R$ 257,8 milhões, sendo posteriormente elevados para R$ 287,7 milhões. No entanto, as obras foram embargadas pelo Tribunal de Contas da União em abril de 2007 após indícios de superfaturamento. Uma nova licitação foi feita e a empreiteira paranaense PJJ Malucelli Arquitetura Ldta. foi a escolhida. O novo projeto de reforma do aeroporto irá custar R$ 3,1 milhões. No entanto, para que as obras possam continuar, a Infraero precisa resolver a pendência judicial que mantém com o consórcio formado pelas empreiteiras Via Engenharia e Odebrecht (atual OEC), que realizaram as obras anteriores. A empresa estatal discordou com o valor cobrado pelas empreiteiras pelas obras que elas realizaram. As obras foram reiniciadas no final de 2013 e ainda estão em execução, sendo que o terminal de passageiros está 70% concluído (data base de dezembro de 2014), iniciando em 2015 a construção das áreas externas.
Em 2010, a Infraero apresentou um projeto que previa a realização de obras emergênciais no atual terminal do aeroporto, como a conclusão de um Módulo Operacional Provisório (MOP) – anexo de 1,2 mil m² que serviria como área de embarque – além de novas vagas de estacionamento. A intenção da empresa estatal é que a capacidade do terminal passasse de 600 mil para 1,2 milhão de passageiros anuais. A entrega das obras estava inicialmente prevista para novembro de 2009, mas só ocorreu em setembro de 2011. A próxima etapa de obras no aeroporto foi a ampliação do estacionamento, para um total de 690 vagas.[carece de fontes?]
Em 2016 foi inaugurado o novo terminal com 34.100m², capacidade de 6.500.000 passageiros por ano. Foi o décimo quinto aeroporto em movimento em 2014 com 3.363.388 milhões de passageiros.[carece de fontes?]

## Estatísticas
| Rank | Cidade                   | Passageiros | Companhias                  |
| ---- | ------------------------ | ----------- | --------------------------- |
| 1    | São Paulo, SP (CGH)      | 289.482     | GOL, LATAM                  |
| 2    | Brasília, DF             | 274.668     | GOL, LATAM                  |
| 3    | São Paulo, SP (GRU)      | 175.589     | GOL, Azul, LATAM, Passaredo |
| 4    | Campinas, SP             | 76.056      | Azul                        |
| 5    | Rio de Janeiro, RJ (GIG) | 56.591      | GOL, LATAM                  |
| 6    | Cuiabá, MT               | 54.195      | GOL, Passaredo, Azul        |
| 7    | Belo Horizonte, MG (CNF) | 34.610      | GOL, AZUL                   |
| 8    | Rio de Janeiro, RJ (SDU) | 20.179      | Azul                        |
| 9    | Campo Grande, MS         | 19.110      | LATAM                       |
| 10   | Palmas, TO               | 13.012      | Azul , Passaredo e GOL      |
| 11   | Ribeirão Preto, SP       | 12.910      | Passaredo , Azul            |
| 12   | Recife, PE               | 11.460      | Azul                        |

## Acidentes, Incidentes e Operações Especiais
- Data desconhecida ,Operação extra. Noite de Sexta feira no Aeroporto de Goiânia , DC10-30 Da antiga Varig de matricula PP-VMD Procedente de KMIA com numero de voo RG8818 pousou na RWY 14 as 20:53z e decolando para SBGR as 22:00z pela RWY 14 , este foi um voo Charher fretado pela Estela Mares.
- 22 de fevereiro de 1975: Um Boeing 737-2A1 da VASP, saindo de Goiânia com destino a Brasília, foi sequestrado por um passageiro, que exigia o pagamento de um resgate. Ele acabou sendo detido pela tripulação e demais passageiros.[17]
- 29 de setembro de 1988: Um Boeing 737-300 do Voo 375 da VASP, fazendo a rota Confins–Rio de Janeiro, foi sequestrado por um passageiro que queria fazer um atentado contra o Palácio do Planalto. O piloto conseguiu convencer o sequestrador a aterrissar em Goiânia. O sequestrador matou uma vítima.[18][19]
- 1989 , Operação extra. Em uma linda manhã de sol de sexta feira , um A300 da antiga Vasp no voo VP220 Pousou em Goiânia para o primeiro evento de moto velocidade realizado na cidade .A aeronave de matricula PP-SNN que pousou na RWY 14 as 11:30z e decolou para SBBR na RWY14 as 12:45z para assumir de BSB o voo VP290 para Manaus SBEG.
- 20 de Julho de 1992 , Operação extra. "MA Turismo Ltda" Fretou um Boeing 767 da antiga Varig com destino a Miami , A aeronave decolou com escala de abastecimento em brasília e depois de alguns minutos em solo prosseguiu para seu destino final .
- 16 de setembro de 2001: Um Boeing 737-200 de matrícula PP-CNJ da Varig saiu de Cumbica (SP) com destino a Manaus, com escalas em Goiânia, Brasília, Porto Velho e Rio Branco. O vôo 2240 realizou uma aproximação à pista 14 em condições de vôo por instrumentos devido à chuva. A aeronave pousou com o trem de pouso direito no lado esquerdo da pista. Em seguida, tocou a roda esquerda e saiu da pista logo depois. O 737 colidiu com um obstáculo enquanto o piloto tentava trazer o avião de volta à pista. O motor número 2 se separou da asa e a engrenagem do nariz, bem como a engrenagem principal do lado direito, desabaram. Apenas duas entre 67 pessoas a bordo, entre passageiros e tripulantes se feriram.
- 27 de maio de 2014: Um Boeing 757 da American Airlines, que fazia o voo 213, saindo de Miami com destino a Brasília, teve de pousar em Goiânia devido a um forte Nevoeiro que impediu o pouso em Brasília. Como o aeroporto não possui uma estrutura alfandegária para atender aos passageiros, a aeronave permaneceu no pátio até que um técnico de manutenção autorizasse que o avião voltasse a sua operação normal.[20]
- 20 de novembro de 2017: Um Airbus A320 da LATAM Airlines Brasil, que cumpria o voo 3461 entre o Aeroporto de Goiânia e o Aeroporto de São Paulo-Congonhas e transportava 164 passageiros colidiu com pássaros durante a decolagem. A aeronave freiou bruscamente e retornou para o pátio. O vôo foi cancelado. Apesar do susto, nenhum dos 164 passageiros se feriu.
- 2005, Um Boeing C-17 Globemaster III de matricula USAF 02-1110 precisou pousar no Aeroporto de Goiânia devido a falta de espaço no terminal de Brasília durante uma visita do Ex presidente George W. Bush a Brasília.
- 02 de outubro de 2020: Goiânia recebeu seu primeiro voo internacional. O voo se tratou de um translado do time do Santos Futebol Clube de Assunção, Paraguai para Goiânia com o Boeing 737 da Gol Linhas Aéreas Inteligentes.

## Projetos futuros
Segundo o ministro da aviação, a capacidade do novo terminal será suficiente apenas até 2025, portanto uma futura expansão já esta sendo planejada para aumentar a capacidade do atual aeroporto que é de aproximadamente 6,2 milhões de passageiros ao ano. Apesar de o nome, o aeroporto Internacional Santa Genoveva não mantém voos direto para outros países. Planos estão sendo feitos para que o aeroporto receba voos internacionais, já que possui infraestrutura necessária para recebe-los.